# Каменка (Александровський район)
Ка́менка (рос. Каменка) — село у складі Александровського району Оренбурзької області, Росія.

## Населення
Населення — 417 осіб (2010; 557 у 2002).
Національний склад (станом на 2002 рік):
- росіяни — 55 %